# Ed Wynn
Ed Wynn, geboren als Isaiah Edwin Leopold, (Philadelphia (Pennsylvania), 9 november 1886 - Beverly Hills, 19 juni 1966) was een Amerikaanse acteur.

## Levensloop en carrière
Wynn begon zijn carrière in de vaudeville en speelde in musicals en revues. In 1914 en 1915 speelde hij in de Ziegfeld Follies. Tijdens de Tweede Wereldoorlog speelde hij in de musical Stage Door Canteen. Wynn werkte ook als stemacteur mee aan Disneyfilms zoals in Alice in Wonderland (1951) uit 1951 waarin hij de Mad Hatter (Gekke Hoedenmaker) insprak. Ook in The Diary of Anne Frank (1959) had hij een rol. Op het einde van zijn leven speelde hij in verschillende kinderfilms zoals Cinderfella en Mary Poppins.
Wynn overleed in 1966 op 79-jarige leeftijd. Zijn zoon was acteur Keenan Wynn. Wynn ligt begraven op Forest Lawn Memorial Park (Glendale).

## Beknopte filmografie
- Stage Door Canteen (1943)
- Alice in Wonderland (1951)
- The Diary of Anne Frank (1959)
- Cinderfella (1960)
- Mary Poppins (1964)